# 納戈里亞尼 (莫吉利夫-波季利西基區)
48°29′46″N 27°34′25″E / 48.49611°N 27.57361°E
納戈里亞尼（烏克蘭語：Нагоряни），是烏克蘭西南部的村莊，隸屬文尼察州的莫希利夫-波季利斯基區。該村始建於1680年，面積0.9平方公里，海拔高度209米，2001年人口351。